# 1/ST

ロゴ

1/ST（ファースト）はアメリカ合衆国の企業グループ。競馬関連事業を行っており、サンタアニタパーク競馬場などを所有している。現在の社名になったのは2020年のことで、それまではストロナック・グループとして活動していた。更にその前身としてマグナ・エンターテイメントがある。

## 歴史

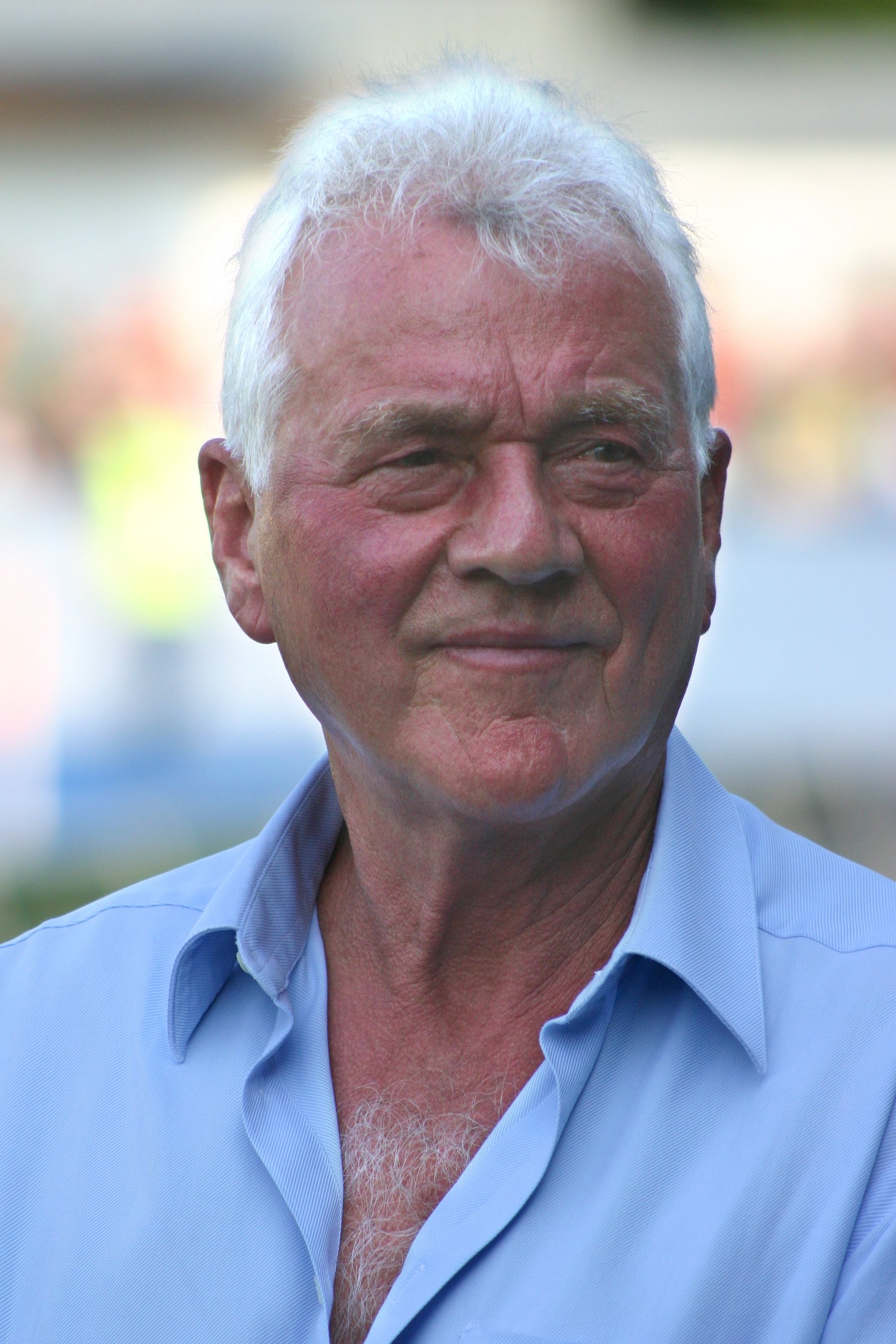
フランク・ストロナック（2008年）

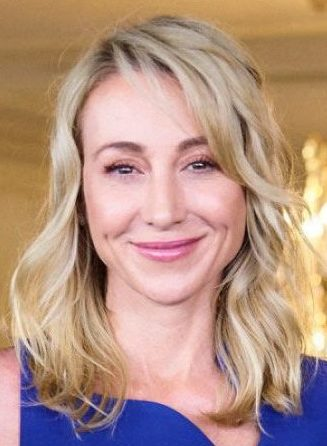
ベリンダ・ストロナック（2018年）

オーストリア出身のカナダ移民フランク・ストロナックは自動車メーカーマグナ・インターナショナルを設立し、世界的企業に育て上げた。フランクは競馬にも興味があり、1962年から馬を購入し始め、1977年に購入したグローリアスソングで名を上げた。1989年にアデナスプリングスを設立して生産にも着手。ここから史上唯一のブリーダーズカップ・クラシック親子制覇を成し遂げたオーサムアゲイン・ゴーストザッパーを始めとして多数の活躍馬を輩出した。
フランクは競馬事業の統括会社として1998年にマグナ・エンターテイメント・コーポレーション（Magna Entertainment Corporation、以下MECとする。)をマグナ・インターナショナルの子会社であるMI開発（MI Developments Inc、以下MIDIとする。現グラニテ不動産）の更に子会社という位置づけで設立。1998年にサンタアニタパーク競馬場を買収したことを皮切りにガルフストリームパーク競馬場・ピムリコ競馬場などアメリカの競馬場を多数買収し、アメリカ競馬で最大の競馬場所有者となった。しかし徐々にMECの経営状態は悪化し、2009年に破産宣告をした。
以前よりMIDIの株主からは会長の個人的利益のためにMIDIの資金が投入されることに対して強い反発が出ており、MECの破綻を切っ掛けにフランクはMIDIの議決権を放棄、代わりにMECが保有していた競馬関連の権利を譲り受けて娘のベリンダ・ストロナック（元カナダ下院議員）と共にストロナック・グループとして再出発することとなった。
フランクは2011年ごろから母国オーストリアの政治活動に進出するも頓挫して2017年には撤退。同じ2017年にアデナスプリングスを売却、競走馬生産から撤退した。競馬事業もほぼベリンダに譲って引退状態となった。しかしベリンダと経営方針で対立し、父娘で互いに裁判で訴え合うという事態になってしまった。
その後、2020年に裁判は和解が成立。この年の1月にベリンダは社名を1/ST（ファーストと読む）に変更。再びの再出発を図る。

## 所有資産

### 競馬場
- サンタアニタパーク競馬場 - 1998年に1億2千6百万ドルで買収[11]。
- ガルフストリームパーク競馬場 - 1999年に9千5百万ドルで買収[12]
- ローズクロフト競馬場（英語版） - 2016年に買収。金額は非公開[13]。

### その他
- AmToteインターナショナル（英語版） - メリーランドにあるトートボード（英語版）（パリミュチュエル方式の掛金・配当金を集計するためのシステム）製造会社[14]。
- Xプレスベット（英語版） - オンライン競馬賭博サイト。2001年にメドウズ競馬場（英語版）などを含む5千3百万ドルの取引の中で買収[15]。当時はCall-a-Betという社名であったが、2002年にXpressBetに変更された[16]。

## かつて所有していた資産

### 競馬場
- ローレルパーク競馬場
- ピムリコ競馬場
  - 2002年にピムリコの51%とローレルパークの58%を1億1750万ドルで買収[17]。更に2007年に残りを1830万ドルで買収[18]。その後は施設の老朽化が進み、リニューアルの必要性が以前から指摘されていた。その資金調達のために2020年に施設と土地を州政府関係機関に売却。競馬場の規模は縮小し、余った土地は住宅地などとして再開発が行われる[19]。
- ポートランドメドウズ競馬場（英語版） - 2001年に買収[20]、2019年に閉鎖[21]。
- ベイメドウズ競馬場（英語版） - 2000年に買収[22]、2008年に閉鎖[23]。
- メドウズ競馬場（英語版） - 2001年に5千3百万ドルで複数の権利と共に買収[15]、2006年に売却[24]。
- ゴールデンゲートフィールズ競馬場 - 1999年に7千7百万ドルで買収[25]。2024年に閉鎖。

### その他
- HRTV（現在のTVG2（英語版）） - 競馬中継を行うケーブルテレビネットワーク。2015年にTVGネットワーク（英語版）に売却してTVG2（英語版）となった[26]。